# Mirabel-et-Blacons
 Mirabel-et-Blacons  là một xã thuộc tỉnh Drôme trong vùng Auvergne-Rhône-Alpes đông nam nước Pháp. Xã Mirabel-et-Blacons nằm ở khu vực có độ cao trung bình 220 mét trên mực nước biển.